# Einbecker Brauhaus
L'Einbecker Brauhaus AG és una cervesera alemanya, establerta a la ciutat d'Einbeck a la Baixa Saxònia.

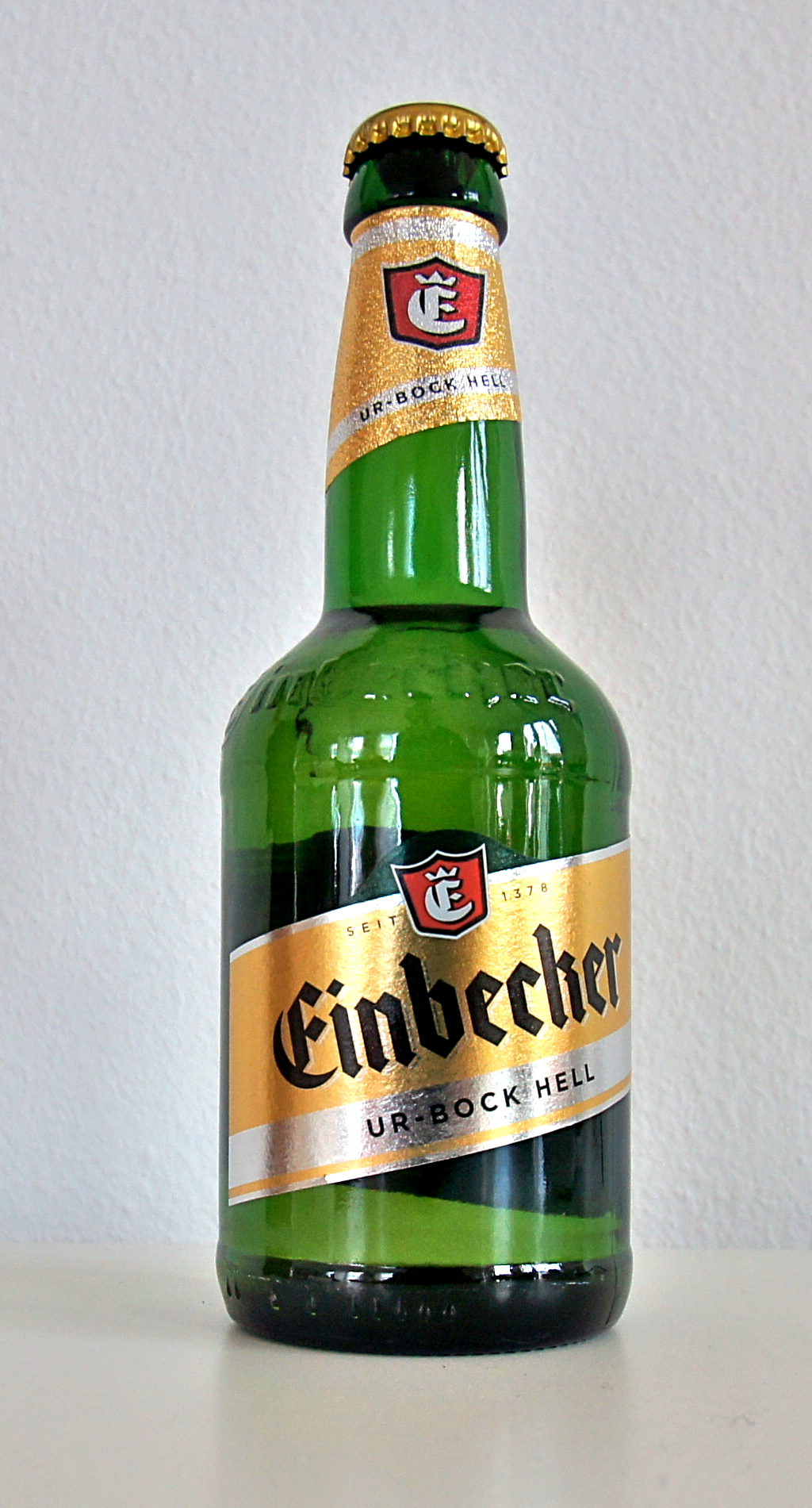
Ur-Bock a l'ampolla típica

La fabricació de cervesa a Einbeck es remunta cap a l'edat mitjana tardiva. La primera factura conservada data del 1378, a la qual es parla de la venda de dues botes a la ciutat de Celle. La graduació elevada permetia la conservació i l'exportació. El 1612, la cort dels Wittelsbach engega un cerveser d'Einbeck a la seva cerveseria ducal a Múnic per a introduir el mètode de fabricació que en passar per Baviera va conquerir el món: el bock, una corrupció bavaresa del nom de la seva ciutat d'origen.

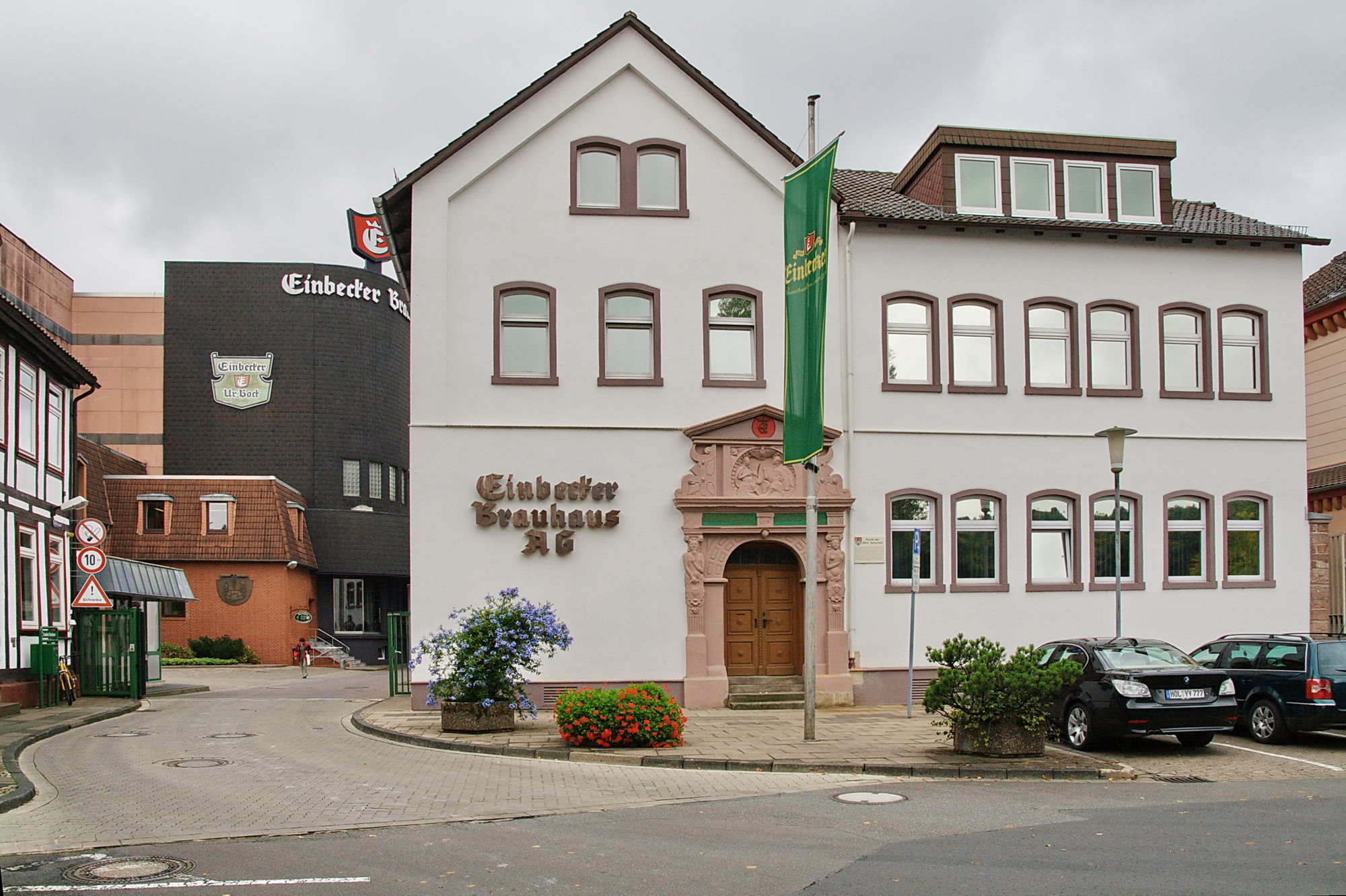
Entrada de la fàbrica

El 1616 la ciutat comptava amb 742 cerveseres. El 1794, l'ajuntament va crear una única fàbrica de cervesa comuna, la Städtische Brauerei, antecessora de la companyia actual. El 1889 va transformar-se en societat anònima. El 1969 esdevé una filial de la Schultheis Brauerei AG que al seu torn passà el 1969 a la Brau & Brunnen AG de Dortmund. El 1988 compra el Göttinger Brauhaus AG, una cervesaria a Göttingen.
El 1997, un grup d'inversionistes privats compra les parts de la Brau & Brunnen i l'empresa torna a ésser una fàbrica independent. Ja al mateix any, compra la fàbrica de cervesa Martini a Kassel, que junts amb la Göttinger Brauerei esdevenen filials a 100%.
Avui fabrica 13 varietats de cerveses: pils, bock, cervesa sense alcohol i cervesa mixta amb llimonada. El 2010 va fabricar 770.679 hectolitres i realitzar una xifra de negoci de 42,5 milions d'euros amb 180 treballadors i una mitjana de 20 aprenents.